# Caloscarta capitata
Caloscarta capitata är en insektsart som först beskrevs av Carl Stål 1865.  Caloscarta capitata ingår i släktet Caloscarta och familjen spottstritar. Inga underarter finns listade i Catalogue of Life.